# جفری کرک
جفری استفن کرک(دسامبر ۱۹۲۱ – ۱۰ مارس ۲۰۰۳) از محققین کلاسیک بریتانیی بود. شهرتِ وی به‌خاطرِ نوشتنِ کتاب «ادبیات و اساطیر یونان باستان» است. او از سال ۱۹۷۴ تا سال ۱۹۸۴ استاد یونانی در دانشگاه کمبریج بود.

## زندگی
جفری کرک فرزند فردریک کرک بود، وی در ناتینگهام زاده شد و در همان‌جا رشد کرد. کرک در مدرسهٔ روسال و کالج کلرِ دانشگاه کمبریج تحصیل کرد، و در سال ۱۹۴۶ از کمبریج فارغ‌التحصیل شد.

## آثار
- هراکلیتوس، پاره‌های کیهانی (سال ۱۹۵۴)
- آهنگ هومر (۱۹۶۲) بعد از ویرایش به عنوان هومر و حماسه (۱۹۶۵)
- زبان و پس زمینهٔ هومر: برخی از مطالعات و مجادلات اخیر(۱۹۶۴) ویرایشگر
- افسانه: معنای آن و توابع در باستان و فرهنگ‌های دیگر (۱۹۷۰)
- طبیعت اسطوره‌های یونان (۱۹۷۴)
- هومر و سنت شفاهی (۱۹۷۶)
- ایلیاد: تفسیر (۱۹۸۵–۹۳) شش جلد، ویرایشگر